# Distretto di Unión Agua Blanca
Il distretto di Unión Agua Blanca è uno dei tredici distretti  della provincia di San Miguel, in Perù. Si trova nella regione di Cajamarca e si estende su una superficie di 171,71 chilometri quadrati.

Istituito il 26 settembre 1984, ha per capitale la città di Agua Blanca; al censimento 2005 contava 3.973 abitanti.